# Norris Hagan Williams
Norris Hagan Williams, född 1943 i Birmingham, Alabama, är en amerikansk botaniker vid Florida Museum of Natural History som är specialiserad på orkidéer.
Auktorsnamnet N.H.Williams kan användas för Norris Hagan Williams i samband med ett vetenskapligt namn inom botaniken; se Wikipediaartiklar som länkar till auktorsnamnet.